# Zdravko Čakalić
Zdravko Čakalić (Osijek, 16. kolovoza 1960.), hrvatski bivši nogometaš. Igrao je u sredini terena.

## Karijera
Igrao je za Crvenu zvezdu, Teteks, Galeniku i Osijek. Odigrao je jednu utakmicu u Kupu europskih prvaka.
Igrao je za mlade reprezentacije Jugoslavije. Za reprezentaciju do 20 godina je odigrao 3 utakmice, te 1 utakmicu za reprezentaciju do 21 godine, pri čemu je postigao jedan gol. Nastupio na svjetskom prvenstvu mladih reprezentacije 1979. godine u Japanu.

## Vanjske poveznice
- Transfermarkt
- World of Football